# Bradysia brunnipes
Bradysia brunnipes är en tvåvingeart som först beskrevs av Johann Wilhelm Meigen 1804.  Bradysia brunnipes ingår i släktet Bradysia och familjen sorgmyggor. Inga underarter finns listade i Catalogue of Life.